# Kaštel Novi
Kaštel Novi jedan je od sedam Kaštela koji čine grad Kaštela. Naselje je smješteno uz obalu Kaštelanskog zaljeva.
Pri popisu stanovništva 2021. godine Kaštel Novi imao je 6507 stanovnika.

## Stanovništvo
| broj stanovnika | 937   | 1011  | 987   | 1079  | 1172  | 1143  | 1346  | 1300  | 1246  | 1533  | 1789  | 2295  | 3128  | 4050  | 5309  | 6411  | 6507  |
|                 | 1857. | 1869. | 1880. | 1890. | 1900. | 1910. | 1921. | 1931. | 1948. | 1953. | 1961. | 1971. | 1981. | 1991. | 2001. | 2011. | 2021. |

## Znamenitosti
- Bijaći
- Kaštel Pavla Cipika
- Loža bratovštine sv. Petra i toranj sa satom

U vinogradu Ivice Radunića pronađeni su trsovi sorte Crljenak kaštelanski, u svijetu poznate kao Zinfandel. Kod crkvice (među najstarijim koje su Hrvati podigli u čast Majci Božjoj) na predjelu Stomorija podignut je spomenik tom otkriću, koje je Kaštela, kao prapostojbinu Zinfandela, učinilo prepoznatljivim u svjetskim vinogradarskim i vinarskim krugovima.

## Poznate osobe
Poznate osobe koje su živile i radile u Kaštel Novom ili su podrijetlom iz Kaštel Novoga.
- Ante Katalinić, poznati hrvatski mariolog
- Ivan Katalinić, povjesničar, bogoslov, odlikovan i zbog uspješne borbe protiv kuge u Dalmaciji[4]
- Ivo Ćipiko, književnik
- Pave Metličić, hrv. slikar[5]
- Marin Studin, hrv. kipar[5]
- Pavao Žanić, biskup
- don Luka Vuco, hrv. rimokatolički svećenik Splitsko-makarske nadbiskupije, humanitarac, novinski kolumnist, borac za moral i demokratske vrijednosti te veliki zagovornik gradnje autoceste Split — Zagreb